# Lijst van spelers van Club Sport Herediano
Deze lijst omvat spelers die bij de Costa Ricaanse voetbalclub Club Sport Herediano spelen of gespeeld hebben. De namen zijn alfabetisch gerangschikt.

## A
- Bismark Acosta
- Sandro Alfaro
- Esteban Alvarado
- Marvin Angulo
- Roberth Arias
- Carlos Asprilla

## B
- Cristian Badilla
- Hermidio Barrantes
- Austin Berry
- Cristian Blanco
- Oscar Briceño

## C
- Marlon Camble
- José Cancela
- Lucas Carrera
- Andres Castro
- Franklin Chacón
- José Chang
- German Chavarria
- Rodrigo Cordero
- José Cubero
- Kenny Cunningham

## D
- Adrián de Lemos
- Júnior Díaz
- Minor Diaz
- Jorge Drovandi
- Gerald Drummond

## F
- Carlos Fernández
- Danny Fonseca
- Waylon Francis

## G
- Luis Gabelo Conejo
- Leonardo González
- Ricardo González
- Ronald González
- José Guity

## H
- Carlos Hernández
- Andy Herron
- Julio Hughes

## J
- Cláudio Jara
- Geovanny Jara
- Alberto Jiménez
- Carlos Johnson

## L
- Leandrinho
- Froylán Ledezma
- Andrés Lezcano
- José López

## M
- Erick Marín
- Ronald Marin
- Dennis Marshall
- Jonathan McDonald
- Alvaro Mésen
- Christian Montero
- Félix Montoya
- Leonel Moreira
- Lester Morgan

## O
- Marvin Obando
- Bryan Orúe
- Allan Oviedo
- Cristian Oviedo

## P
- Rodríguez Pablo
- William Phillips
- José Porras

## R
- Esteban Ramírez
- Athim Rooper

## S
- José Sánchez
- Mauricio Solís
- Jafet Soto
- William Sunsing

## U
- Michael Umaña

## V
- Jonathan Valerio
- Daniel Vallejos
- José Villalobos

## W
- Paulo Wanchope
- Roberto Wong
- Mauricio Wright